# Новозалесновское сельское поселение
Новозалесновское се́льское поселе́ние — муниципальное образование в Осинском районе Пермского края Российской Федерации.
Административный центр — село Новозалесново.

## Географическое положение
Поселение граничит с Осинским городским поселением, Паклинским сельским поселением, Крыловским сельским поселением и Бардымским и Еловским районами.

## Символика
Решением Совета депутатов Новозалесновского сельского поселения от 25 апреля 2012 года № 238 «Об утверждении положений о гербе и о флаге Новозалесновского сельского поселения» утверждены герб и флаг поселения. Герб внесён в Государственный геральдический регистр РФ под № 7812. Флаг внесён в Государственный геральдический регистр под № 7813.
Описание герба: «В серебряном поле с зелёной оконечностью черный идущий кабан с золотыми глазами, клыками и языком».
Толкование герба:
- Основная фигура герба — идущий кабан — указывает на большое количество диких лесных зверей на территории поселения, одним из направлений развития которого является развитие организованной охоты на них. В то же время, кабан символизирует силу, защиту и покровительство.
- серебро гербового поля — символ совершенства, благородства, веры, мира;
- зеленый цвет — цвет природы — символ возрождения, жизни, развития, процветания и стабильности;
- золото в геральдике — символ богатства, достатка, воли и постоянства.

Описание флага: «Прямоугольное полотнище с отношением ширины к длине 2:3, разделенное по горизонтали на две неравные полосы: верхнюю белую в 4/5 ширины полотнища и нижнюю, зелёную в 1/5 ширины полотнища, воспроизводящее в центре белой полосы у её нижнего края изображение идущего кабана из герба Новозалесновского сельского поселения, выполненное в черном и жёлтом цвете».

## История
Статус и границы сельского поселения установлены Законом Пермской области от 10 ноября 2004 года № 1717-348 «Об утверждении границ и о наделении статусом муниципальных образований Осинского района Пермской области»

## Население
| 2010 | 2012 | 2013 | 2014 | 2015 | 2016 | 2017 |
| ---- | ---- | ---- | ---- | ---- | ---- | ---- |
| 719  | ↘705 | ↗719 | ↘707 | ↘665 | ↘642 | ↘632 |
| 2018 | 2019 |      |      |      |      |      |
| ↘617 | ↘608 |      |      |      |      |      |

По данным переписи 2010 года численность населения составляла 719 человек, в том числе 345 мужчин и 374 женщины.

## Состав сельского поселения
| № | Населённый пункт | Тип населённого пункта       | Население |
| - | ---------------- | ---------------------------- | --------- |
| 1 | Кашкара          | деревня                      | 64        |
| 2 | Майдан           | деревня                      | 22        |
| 3 | Новозалесново    | село, административный центр | 546       |
| 4 | Ольховка         | деревня                      | 28        |
| 5 | Подгородище      | деревня                      | 59        |

## Экономика
ООО «Заря».

## Объекты социальной сферы
Объекты социальной сферы:
- МОУ «Новозалесновская средняя общеобразовательная школа»,
- МУ «ДИСТОК-Новозалесново».